# Golf de la Morisca
Golf de la Morisca är en bukt i Spanien.   Den ligger i regionen Katalonien, i den östra delen av landet, 600 km öster om huvudstaden Madrid.